# Paul Groth
Paul Groth (ur. 9 lutego 1922 w Holthausen, miejsce i data śmierci nieznane) – członek SS, Unterscharführer, uczestnik akcji T4, członek personelu obozów zagłady w Sobiborze i Bełżcu.

## Życiorys
Wstąpił do SS, otrzymując numer członkowski 224 914. Dosłużył się stopnia Unterscharführera. Uczestniczył w programie eksterminacji osób chorych psychicznie i niepełnosprawnych umysłowo, prowadzonym w III Rzeszy pod kryptonimem akcja T4. Był zatrudniony w „ośrodku eutanazji” na Zamku Hartheim.
Między jesienią 1941 roku a latem 1942 roku 92 wykonawców akcji T4 przeniesiono do okupowanej Polski, aby wzięli udział w eksterminacji Żydów. W styczniu 1942 roku do powstającego obozu zagłady w Bełżcu zaczęto kierować pierwszych weteranów T4, którzy mieli zostać członkami jego załogi. W tymże miesiącu służbę w Bełżcu rozpoczął także Groth. Nieustannie nadużywał alkoholu i wykazywał się tak skrajnym okrucieństwem, że niepokoiło to jego kolegów z obozowej załogi i zagroziło zakłóceniem procesu eksterminacji. Z tego powodu komendant Christian Wirth postanowił przenieść go do nowo powstającego obozu zagłady w Sobiborze.
W Sobiborze przebywał od kwietnia 1942 roku. Służył w tzw. obozie II, gdzie nadzorował więźniów sortujących odzież i przedmioty pozostałe po zagazowanych Żydach. Szybko dał się poznać jako jeden z najokrutniejszych członków obozowej załogi. Z relacji ocalonych wynika, że lubował się w upokarzaniu, biciu i torturowaniu więźniów. Często szczuł na nich obozowego psa, bernardyna o imieniu Barry. Skatowane i okaleczone ofiary zabierał do tzw. lazaretu, gdzie były rozstrzeliwane. Podstępem skłaniał także więźniów, zwłaszcza niedoświadczonych, aby zgłaszali chorobę lub wyczerpanie. Tych, którzy to uczynili, odprowadzał na bok, znęcał się nad nimi, a na koniec zabierał na egzekucję do „lazaretu”. Wielokrotnie osobiście rozstrzeliwał lub wieszał Żydów. Pewnego razu zmusił więźniów, aby wdrapali się na dach budynku, a następnie skoczyli w dół, używając otwartego parasola jako „spadochronu”. Tych, którzy na skutek upadku połamali kończyny, odesłał na egzekucję do „lazaretu”. Kilku innym dla „rozrywki” wrzucił do spodni żywe myszy; gdy nie byli w stanie wytrzymać bez ruchu, polecił ich wychłostać. Zmuszał także więźniów, aby nosili go w fotelu niczym w lektyce. Z powodu jego sadyzmu nawet koledzy z obozowej załogi zaczęli traktować go z dużym dystansem.
Po pewnym czasie zachowanie Grotha uległo jednak diametralnej zmianie. Nawiązał bowiem romans z żydowską więźniarką, około 16-17-letnią dziewczyną o imieniu Ruth. Pod jej wpływem zaczął łagodniej traktować więźniów. Związek ten nie uszedł uwagi jego kolegów. Pewnego dnia, gdy przebywał poza obozem, dziewczynę zmaltretowano, a następnie rozstrzelano. Po jej śmierci Groth nadal łagodnie traktował więźniów.
W grudniu 1942 roku został ponownie przeniesiony do Bełżca. Gdy wczesnym latem 1943 roku obóz ten uległ likwidacji, dowodził transportem, w którym ostatnią grupę więźniów wywieziono na śmierć do Sobiboru. Zaginął bez wieści w ostatnim okresie wojny. W 1951 roku – na wniosek żony, która pragnęła uzyskać wdowią rentę – został oficjalnie uznany za zmarłego.